# Zambias fotbollsförbund
Zambias fotbollsförbund, officiellt Football Association of Zambia, är ett specialidrottsförbund som organiserar fotbollen i Zambia.
Förbundet grundades 1929 och gick med i Caf 1964. De anslöt sig till Fifa år 1964. Zambias fotbollsförbund har sitt huvudkontor i staden Lusaka.